# Red Hat Enterprise Linux
Red Hat Enterprise Linux (RHEL) е Linux дистрибуция на компанията Red Hat.
Тази дистрибуция е позиционирана за корпоративна употреба. Нови версии се пускат на всеки 3 години.
Основната характеристика на дистрибуцията е наличието на търговска поддръжка за 10 години, с възможност за удължаване до 13 години. Много производители на софтуер и хардуер включват RHEL в поддържаните от тях дистрибутиви Linux.
Други особености на дистрибуцията:
- Отсъствие на поддръжка на DivX (по лицензни съображения)
- Платен достъп до двоичните пакети за актуализация (изходните кодове са достъпни само за абонати).